# Little Ellingham
Little Ellingham är en civil parish i Storbritannien.   Den ligger i grevskapet Norfolk och riksdelen England, i den sydöstra delen av landet, 140 km nordost om huvudstaden London. Antalet invånare är 271. Arean är 6,2 kvadratkilometer.
Terrängen i Little Ellingham är mycket platt.